# Perissogomphus
Perissogomphus is een geslacht van libellen (Odonata) uit de familie van de rombouten (Gomphidae).

## Soorten
Perissogomphus omvat 2 soorten:
- Perissogomphus asahinai Zhu, Yang & Wu, 2007
- Perissogomphus stevensi Laidlaw, 1922